# Кърсти Грийнуд
Кърсти Грийнуд (на английски: Kirsty Greenwood) е английска писателка на произведения в жанра любовен роман, хумор и чиклит.

## Биография и творчество
Кърсти Грийнуд е родена на 17 април 1982 г. в Олдъм, Голям Манчестър, Англия. Следва в Норт Трафорд Колидж и в Солфордския университет. След дипломирането си работи като редактор на книги. Тя е редактор-основател на популярния уебсайт за рецензии на женска литература и чиклит – Novelicious.com.
Първият ѝ роман „Искрено твоя“ е издаден през 2013 г. Преди сватбата си в една вечер Натали попада в кръчмата, където неизвестен хипнотизатор я предизвиква да изкаже мисли, които тя иска да скрие и които обиждат годеника ѝ. Заедно с приятелката си Мег проследяват хипнотизатора и се озовават в селцето Литъл Троли, което е заседнало в минали времена. Тя трябва да развали магията на хипнотизатора, за да се измъкнат, но за това е нужно да се изправи лице в лице с истините, които е избягвала.
През 2014 г. е издаден романът ѝ „Класически наръчник за любовта“. Безработната Джесика Бийм решава да потърси помощ от отдавна изгубената си баба, известната в миналото писателка на любовни бестселъри Матилда Бийм. Но положението на баба ѝ не е добро и двете съзират възможност от лондонско издателство да възродят наръчниците на писателката. За целта обаче модерната и бунтарски настроена Джесика трябва да се превърне в скромна жена по напътствията на баба си, а от издателството искат доказателство, че тя може да накара най-желания ерген в Лондон, Лео Фрост, да ѝ се обясни в любов. Романът става бестселър и я прави известна.
Кърсти Грийнуд живее със семейството си в Лондон.

## Произведения

### Самостоятелни романи
- Yours Truly (2013)[1][2][4]
- The Vintage Guide to Love and Romance (2014)
Класически наръчник за любовта, изд.: ИК „Ибис“, София (2019), прев. Вихра Манова
- Getting Hitched at Christmas (2016)
- Big Sexy Love (2017)
- Jessica Beam is a Hot Mess (2018)
- Lessons in Love and Romance (2018)
- He Will Be Mine (2020)
- The Love of My Afterlife (2024)

### Новели и разкази
- It Happened on Christmas Eve (2019)[1]
- Love Will Save the Day (2021)
- The Get the Giggles Book Bundle (2021)